# Odontacolus szaboi
Odontacolus szaboi är en stekelart som beskrevs av Megyaszai 1995. Odontacolus szaboi ingår i släktet Odontacolus och familjen Scelionidae. Inga underarter finns listade i Catalogue of Life.